# Simone Schmiedtbauer
Pour les articles homonymes, voir Thaler (homonymie).
Simone Schmiedtbauer, née le 8 juin 1974 à Graz, est une femme politique autrichienne. Membre du Parti populaire autrichien, elle est députée européenne de 2019 à 2023. 